# Харіс (страва)
Харіс, Джаріш (араб. هريس) чи Харіса (вірм. հարիսա, трансліт. harisa) — страва арабської та вірменської кухні з вареної пшеничної крупи, м'яса та заправлена маслом. Популярна в регіоні Перської затоки під час місяця Рамадан та традиційна страва на весіллі. Зустрічається також в Індії в Кералі в регіоні міста Канур під назвою алііса (малаял. അൽസ).

## Назва
Походить від дієслова (араб. هَرَسَ, трансліт. Harasa), що означає «розминати» або «подрібнювати».
Згідно вірменським легендам святий Вірменської апостольської церкви Григорій Просвітитель додав пшеницю в казан, де варилося м'ясо, щоб нагодувати бідних. Коли він помітив, що каша пригорає до дна - він вигукнув «Харекх! Мішайте її!». Таким чином назва каші походить від вигуку святого. Страву готують на Пасху вірменами всього світу, вважається національною стравою Вірменії. Довгий процес приготування харіса - це важлива частина приготування до свята. При обороні гори Муса-Даг захисники гори їли харіс.

## Історія
Вперше записана згадка про страву у книзі Ібн Сайяр аль-Варрак (араб. أبو محمد المظفر بن نصر ابن سيار الوراق) у книзі рецептів Кітаб Аль Табікх у 10 ст. Також описана у андалузьській книзі рецептів Ібн Разін аль-Туджібі 13 ст.
Багаті готують харіс на Рамазан-байрам чи на весілля з метою благодійності, роздати бідним.

## Приготування
Пшениця замочується на ніч, потім вариться багато годин з м'ясом та маслом чи овечим жиром. Коли вода википає, а м'ясо розчиняється, кашу ретельно розмішують. Можуть приправляти корицею, цукром.

## Галерея

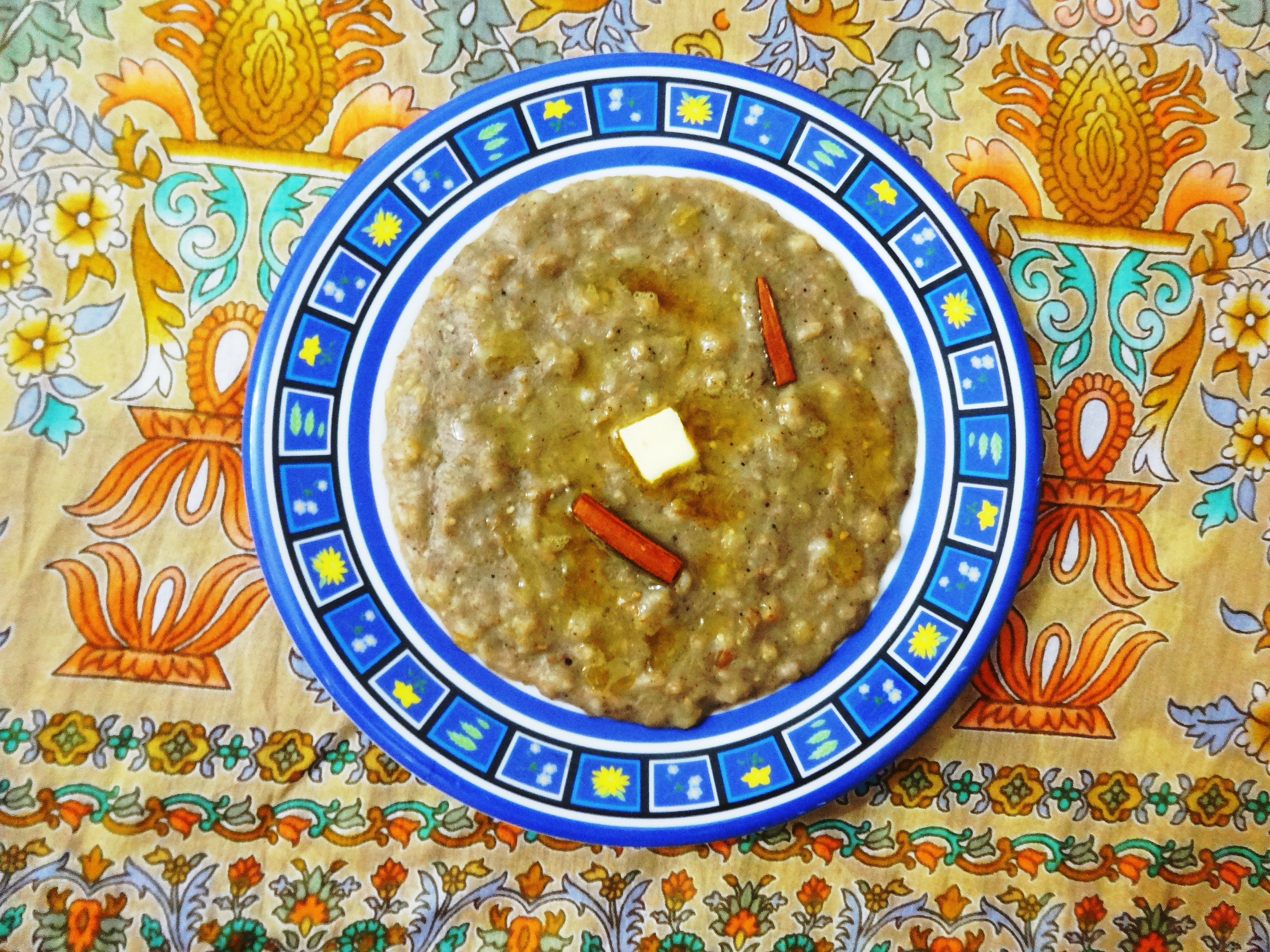
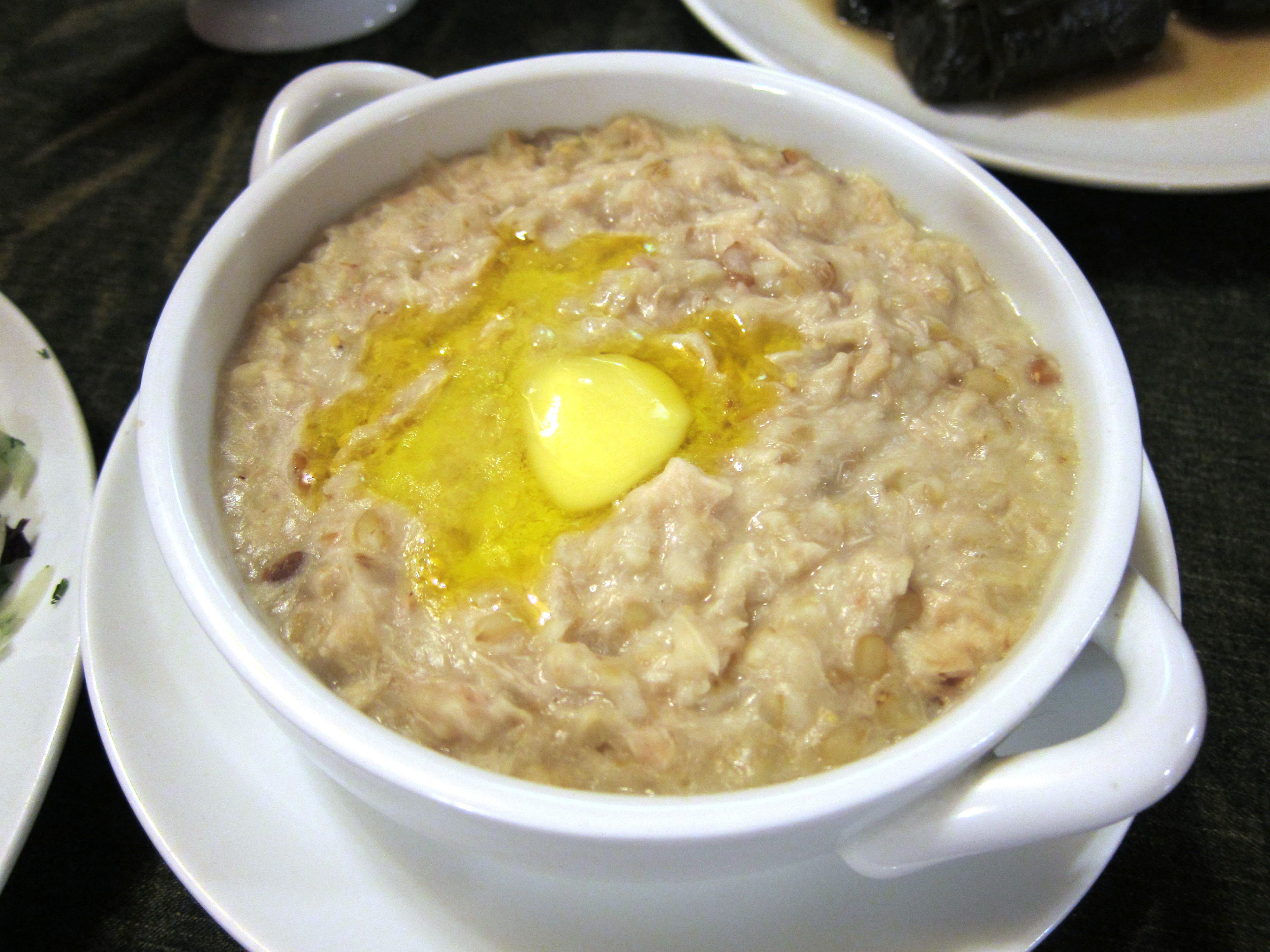
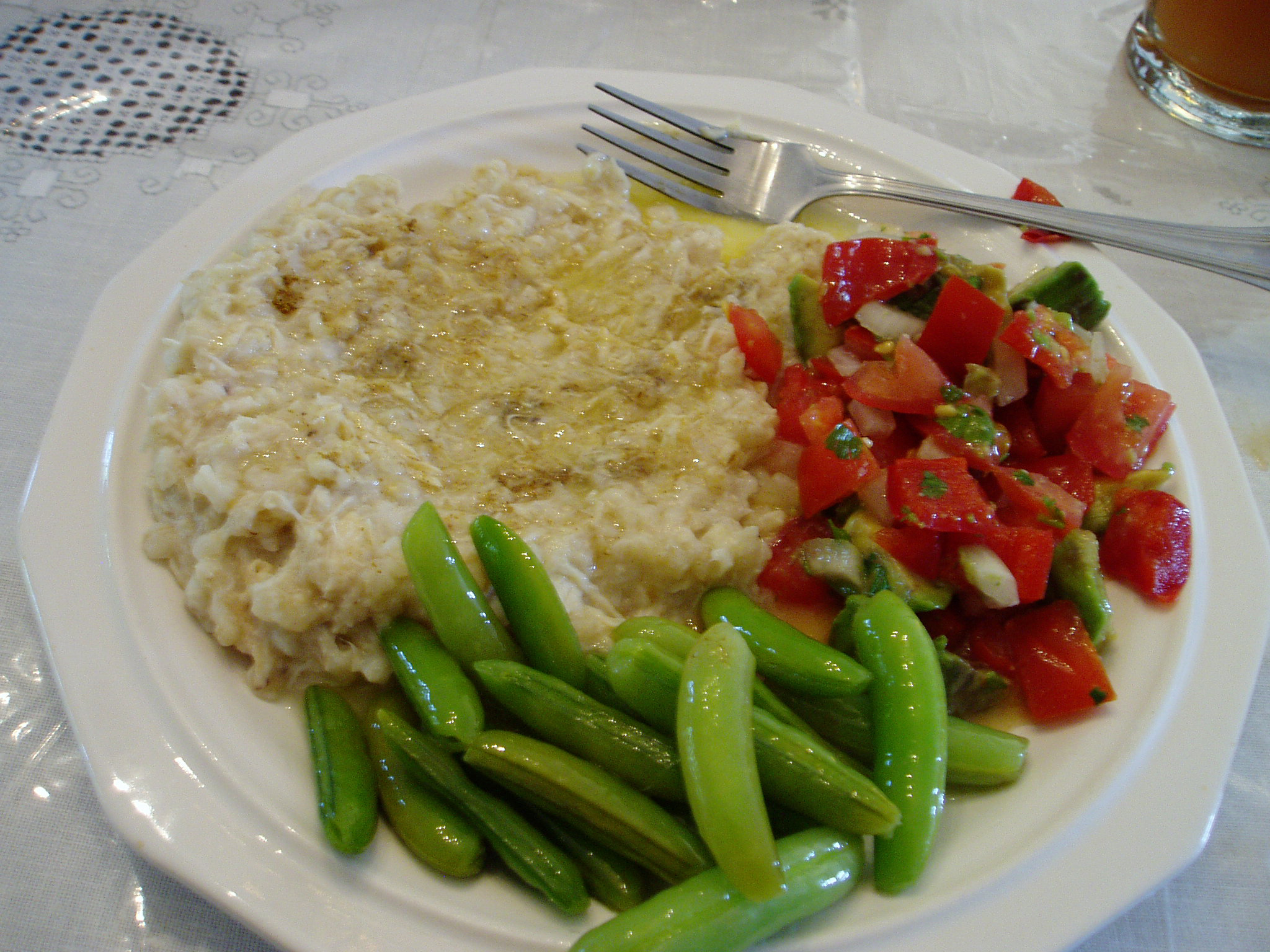
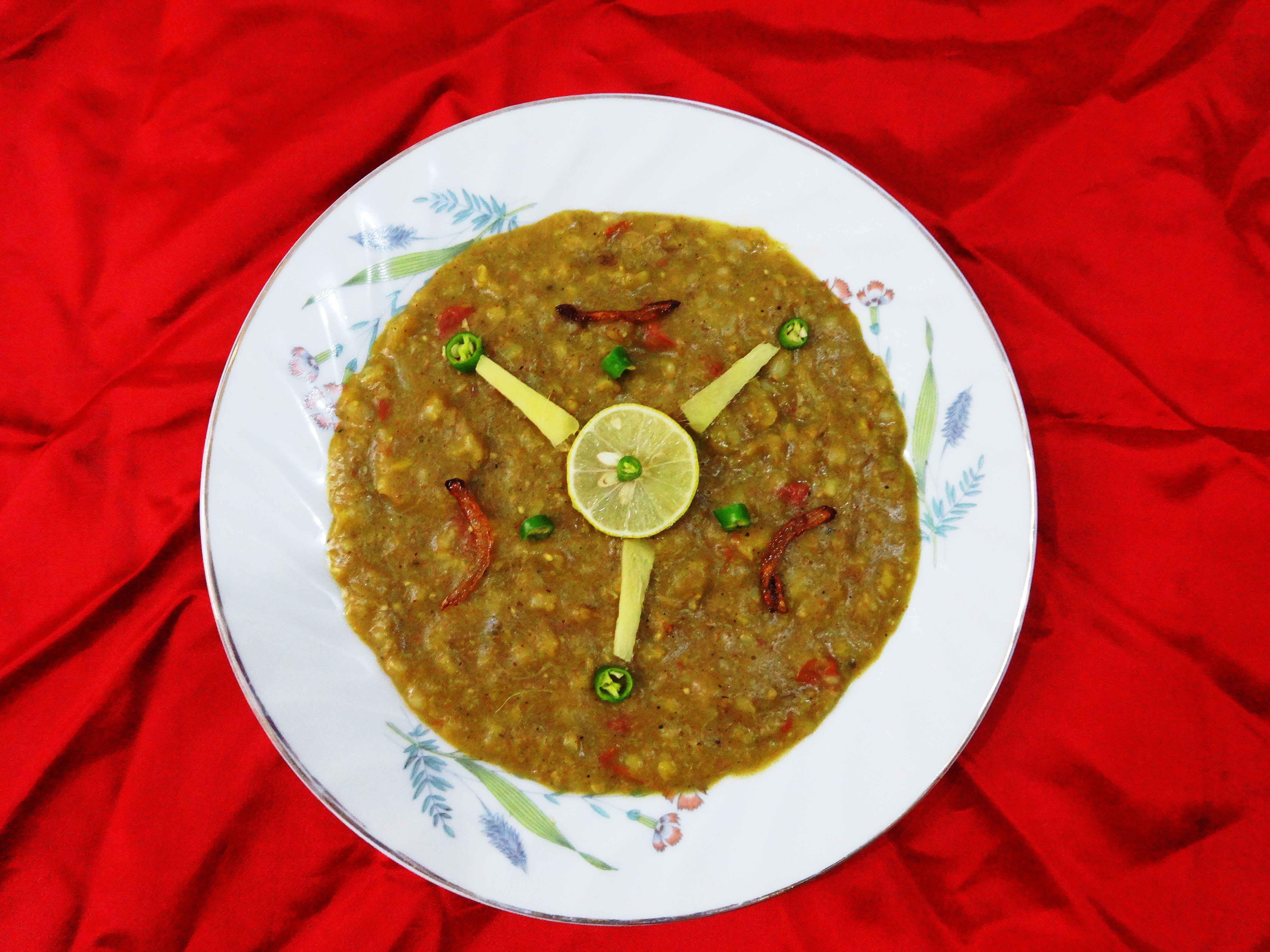